# Platja de ses Canyes
La Platja de ses Canyes està situada a dos quilòmetres de Sant Ferran de ses Roques, a la costa Nord de Formentera, entre la Cala en Baster i la Platja de Tramuntana. És una platja amb poca ocupació, nudista i de fàcil accés des de la carretera. Es caracteritza per ser petita i tranquil·la i tenir forma de "u". Està envoltada de penyasegats abruptes i no té vegetació.